# Jack S. Annon
Jack S. Annon (* 26. November 1929 in Chicago; † 24. Dezember 2005 in Hawaii) war ein US-amerikanischer klinischer und forensischer Psychologe. Seine Publikationen sind thematisch weit gestreut, sie reichen von Abhandlungen zur allgemeinen Ethik bis zu solchen über Sexualtherapie. Annon war Assistenzprofessor an der Universität von Hawaii und lehrte darüber hinaus an mehreren Institutionen. Er war Mitbegründer des Forensic and Behavioral Science Institute und Präsident der Hawaii Psychological Association, die er noch als Student mitbegründete. Sein sexualtherapeutisches „PLISSIT-Modell“ findet weitverbreitete Anwendung.

## Leben
Jack S. Annon arbeitete mehr als ein Jahrzehnt in der Unterhaltungsbranche als Fernsehproduktionsmanager bei Columbia Broadcasting System. Während des Koreakriegs war Annon als Angehöriger des United States Marine Corps auf Hawaii stationiert, wo er in der Aufklärung arbeitete. Diese militärische Erfahrung begründete sein Interesse an den Kampfkünsten, vor allem an Kung Fu und Taekwondo. Nach seinem Ausscheiden aus dem Militär entschied sich Annon, zu Bildungszwecken auf Hawaii zu bleiben.
Annon erlangte 1966 den Bachelor of Arts in Psychologie, zwei Jahre später, 1968, den Master of Arts und wurde schließlich 1971 nach Abschluss des Studiums der klinischen Psychologie zum Doktor der Philosophie promoviert. Seine Karriere und Forschungen innerhalb der forensischen Psychologie fanden weitreichende Anerkennung, vor allem unter vielen Proponenten des Justizsystems. In den späten 1990er Jahren war Annon anerkannter Experte für die Beurteilung der Glaubwürdigkeit von Augenzeugen vor Gerichtsverhandlungen. Von 1992 bis zu seinem Tod lehrte er am Forensic and Behavioral Sciences Institute in Honolulu.
Annon war neben seinem Beruf als Psychologe auch als Privatdetektiv tätig. Als solcher arbeitete er mit der Polizei von Honolulu, der American Society of Industrial Security und der Hawaii Organization of Polygraph Examiners zusammen. 2004 ehrte das American College of Forensic Examiners Annon mit einer Auszeichnung für sein Lebenswerk.
Sein Leben lang interessierte er sich für das Theater und wirkte in Honolulu auch als Laienschauspieler in Aufführungen mit. In seiner Freizeit segelte er gerne.
Annon litt an einer Krebserkrankung der Leber. 1995/96 musste er intensivmedizinisch betreut werden, sein Gesundheitszustand verschlechterte sich so massiv, dass seine Frau bereits begann, seine Beisetzung zu organisieren. Annon erholte sich allerdings und lebte noch ein volles Jahrzehnt. 2005 erlag er im Kaiser Permanente’s Moanalua Medical Center schließlich seinem Leberleiden; seine Asche wurde im Punaluu Beach Park verstreut. Jack S. Annon hatte drei Söhne und eine Tochter.

## PLISSIT-Modell
Mitte der 1970er-Jahre entwickelte Jack S. Annon das sexualtherapeutische PLISSIT-Modell. Das Akronym „PLISSIT“ steht dabei für Permission (Erlaubnis), Limited Information (beschränkte Information), Specific Suggestions (spezifische Vorschläge) und Intensive Therapy (intensive Therapie). Annon geht dabei davon aus, dass viele Patienten, die an einem sexualtherapeutischen Problem leiden, keine intensive Therapie und nicht das gesamte zur Verfügung stehende Spektrum der Sexualtherapie benötigen, sondern dass ihnen durch die im Folgenden dargestellten, einfachen Schritte bereits hinreichend geholfen werden kann. Da das PLISSIT-Modell eine recht einfache Herangehensweise darstellt, kann es bis zum dritten Schritt (Specific Suggestions) nicht nur von Sexualtherapeuten, sondern auch von Angehörigen anderer Gesundheitsberufe angewandt werden. Die einfach gelagerten Fälle werden von den in den oberen Punkten beschriebenen Schritten abgefangen, komplexe Fälle landen schließlich bei der intensiven Therapie.

### Permission – Erlaubnis
Viele sexuelle Probleme sind durch Angst, Schuldgefühle und dadurch, dass der Patient sein sexuelles Empfinden und seine Sexuelle Identität nicht als normal empfindet, verursacht. In diesem ersten Schritt gibt der Therapeut die „Erlaubnis“, dass der Patient tut und empfindet, was er ohnehin bereits macht und spürt. Dies kann bereits viel unnötigen Leidensdruck nehmen und das sexuelle Erleben normalisieren. Als Beispiel seien Schuldgefühle wegen Masturbation genannt.

### Limited Information – Beschränkte Information
Der zweite Schritt besteht darin, dem Patienten ein ausreichendes, aber nicht überforderndes Maß an Informationen zukommen zu lassen. Oftmals ist es bereits ausreichend, den Patienten korrekt über Anatomie und Physiologie aufzuklären, Mythen auszuräumen und Fehlinterpretationen zu beseitigen. Die Funktionsweise des eigenen Körpers zu erklären und unrealistischen Erwartungen vorzubeugen, fällt ebenso unter diesen Punkt. Als Beispiel sei weiters die Information über Medikamentennebenwirkungen genannt.

### Specific Suggestions – Spezifische Vorschläge
Im nächsten Schritt gibt der Therapeut praktische Hinweise und leitet den Patienten zu auf den jeweiligen Fall zugeschnittenen Übungen an. Viele der Vorschläge für gegenseitige Befriedigung von William Howell Masters und Virginia Johnson fallen unter diesen Punkt. Als Beispiel seien außerdem Ratschläge, wie Kranke trotz ihrer Krankheit zu einer erfüllten Sexualität kommen können, genannt.

### Intensive Therapy – Intensive Therapie
Sofern die drei oben genannten Punkte nicht den gewünschten Erfolg zeitigen, muss überlegt werden, den Patienten einer intensiveren sexualtherapeutischen Behandlung zuzuführen. Annon allerdings war überzeugt, dass diese Fälle eher selten auftreten.